# Oracle Application Express
Oracle Application Express (скраћено Oracle APEX) је платформа за развој апликација са ниским кодом коју је развио Oracle. APEX користи се за развој и примену апликација у облаку, мобилних и десктоп рачунара. Има интегрисано развојно окружење засновано на вебу које укључује алате као што су чаробњаци, алати за прављење распореда на превлачење и отпуштање и уређивачи својстава.